# Eljero Elia
Pour les articles homonymes, voir Elia.
Eljero Elia, né le 13 février 1987 à Voorburg (Pays-Bas), est un footballeur international néerlandais qui évolue au poste de milieu de terrain.

## Biographie

### Style de jeu
Eljero Elia est un joueur possédant une grosse vitesse de pointe, aussi très bon dribbleur, capable d'éliminer ses adversaires avec une très grande facilité. Elia est aussi un bon finisseur[réf. nécessaire].

### Carrière en club

#### ADO La Haye
Il joue pour quelques clubs amateurs avant d'intégrer l'équipe des jeunes de l'ADO La Haye. Il fait débuts chez les pros en 2004, alors qu'il a à peine dix-sept ans. Il joue quatre matchs lors de sa première saison et inscrit un but pour l'ADO. Après l'arrivée du nouvel entraîneur, Lex Schoenmaker, avec lequel il entretient une relation conflictuelle, il quitte le club. Il signe alors au FC Twente, malgré l'intérêt d'autres clubs comme l'Ajax Amsterdam.

#### FC Twente
Elia est transféré le 1er juillet 2007 pour un montant de 200 000 euros.

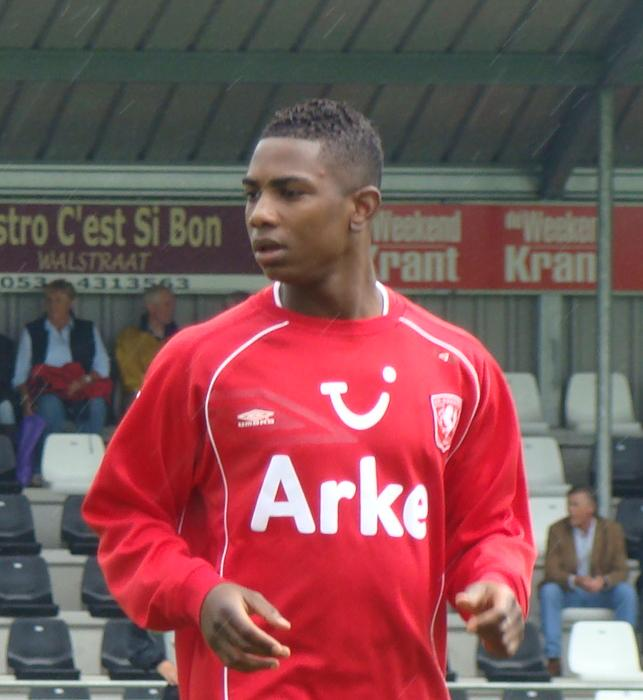
Elia à Twente.

Il reste deux années à Twente, entre 2007 et 2009, jouant en tout pas moins de 64 matchs en Eredivisie pour 11 buts marqués, dont neuf en 2008/09. Il est élu meilleur jeune joueur de l'année 2009. Malgré le souhait du PSV Eindhoven de le recruter, il part à la fin de la saison 2008/09 pour le championnat d'Allemagne.

#### Hambourg SV
Le 5 juillet 2009, Elia signe un contrat de cinq ans avec le club de Hambourg SV pour la somme de 8,5 millions d'euros. 
Le 8 août 2009, Elia fait ses débuts en tant que remplaçant pour le premier match de la saison, mais s'impose rapidement par la suite jusqu'à en devenir un joueur incontournable au sein de l'équipe. 
Durant la saison 2010/11, le joueur reste sur le banc en tant que joker.

#### Juventus
Le 30 novembre 2011, Elia signe un contrat avec la Juventus. Pour recruter le talentueux ailier gauche néerlandais, le club bianconero a déboursé neuf millions d'euros, payables en trois fois : quatre millions cette saison, 2,5 millions le 31 janvier 2012 et 2,5 millions le 31 janvier 2013.
Il joue son premier match avec les bianconeri le 25 septembre 2011 lors d'un nul 1-1 contre Catane en Serie A, mais, ne parlant pas l'italien et ayant du mal à s'imposer dans le style de jeu italien, il ne gagne pas la confiance de l'entraîneur Antonio Conte, qui ne l'utilise que très rarement. À la fin de la saison, malgré seulement cinq matchs disputés (quatre en championnats et un en coupe), Elia remporte le premier titre de sa carrière avec le championnat d'Italie 2012.
Lors du mercato d'été 2012, Elia est suivi par les clubs allemands de Schalke 04 et du Werder Brême, il s'engage finalement en faveur de ce dernier.

#### Werder Brême
Le 10 juillet 2012, il officialise son transfert au Werder Brême.
Il marque son premier but sous les couleurs du Werder le 19 août 2012, lors du 32e de finale de coupe d'Allemagne contre le SC Preussen Münster, club de troisième division. La rencontre se solde par une défaite du club brêmois sur le score de 4-2, après prolongations.

#### Southampton FC
Le 23 décembre 2014, il est prêté au club de Southampton. Il rejoindra les Saints à l'ouverture du mercato d'hiver, le 3 janvier 2015. Il dispute son premier match avec les Saints le 11 janvier 2015 à Old Trafford face à Manchester United.

#### Feyenoord Rotterdam
Le 6 août 2015, il effectue son retour aux Pays-Bas et signe pour deux saisons au Feyenoord Rotterdam.

### Carrière internationale
Il joue avec l'équipe des Pays-Bas des moins de dix-neuf ans en 2005, un an après ses débuts professionnels. Sa grande vivacité lui permet d'être souvent titulaire lors des matchs avec les espoirs à partir de 2006. 
Il est sélectionné par Bert van Marwijk pour son premier match dans l'équipe A lors d'un match amical contre l'Angleterre.
Il joue son premier match le 5 septembre 2009 contre le Japon encore lors d'un amical en remplaçant à la mi-temps Arjen Robben et délivre deux passes décisives (victoire 3-0). 
Lors de son second match, Comptant pour  les Éliminatoires de la Coupe du monde 2010, il inscrit l'unique but de la rencontre contre l'Écosse (1-0), le 9 septembre 2009. 
Retenu dans la liste des 23 par B.van Marwijk, il entre en seconde mi-temps lors du match contre le Danemark en phase de poule le 14 juin 2010 et alors que le match ronronnait depuis le but contre son camp de Poulsen à la 46e et électrise immédiatement son côté gauche. Lancé en profondeur, à la limite du hors jeu, par Sneijder, il devance la sortie de Sorensen le gardien danois, venu à sa rencontre, et enroule son ballon à l'aide du pied droit. Légèrement dévié par ce dernier, celui-ci vient heurter le poteau gauche à l'angle opposé. Kuyt, le milieu offensif droit de Liverpool arrivé à la rescousse n'a plus qu'à tendre le pied pour pousser le ballon dans le but vide (2-0). Probablement a-t-il marqué des points auprès de son entraineur ce jour-là. Van Marwijk devant la presse quelques heures plus tard reconnaitra la très bonne entrée en jeu de son protégé.

## Palmarès
Juventus
- Championnat d'Italie (1) :
  - Champion : 2011-12.

 Feyenoord Rotterdam
- Coupe des Pays-Bas (1) :
  - 2016
- Championnat des Pays-Bas (1) :
  - 2017
- Championnat de Turquie  (1) :
  - 2020

## Buts internationaux
| #  | Date             | Lieu                                 | Adversaire | But   | Resultat | Compétition                        |
| -- | ---------------- | ------------------------------------ | ---------- | ----- | -------- | ---------------------------------- |
| 1. | 9 septembre 2009 | Hampden Park, Glasgow, Écosse        | Écosse     | 0 - 1 | 0 - 1    | Qualifications coupe du monde 2010 |
| 2. | 5 juin 2010      | Amsterdam ArenA, Amsterdam, Pays-Bas | Hongrie    | 5 - 1 | 6 - 1    | Match amical                       |